# Mscislav
Mscislav ili Mstislav (bjeloruski: Мсці́слаў, ruski: Мстиславль, poljski: Mścisław, litavski: Mstislavlis) je grad u istočnoj Bjelorusiji u Mogiljovskoj oblasti.

## Zemljopis
Mscislav se nalazi na rijeci Vihri u slivu Soža, 13 kilometara od granice s Rusijom. Udaljen je 95 km od oblasnog središta Mogiljova.

## Povijest
Mscislav se prvi put spominje 1156. godine u Ipatevskom ljetopis.  U početku je bio dio Kneževine Smolensk, ali je postao glavni grad Kneževine Mscislav 1180. U srednjem vijeku bio je sjedište obitelji Mstislavski. 
Postaje dijelom Kneževine Litve  1359. godine. Grad je ostao dio Poljsko-Litavske Unije sve do Tri podjele Poljske 1772. godine, kada postaje dijelom Ruskog Carstva.
Godine 1939. u Mscislavu je živjelo 2.067 Židova što je činilo gotovo 20% stanovništva. Njemačka vojska okupirala je grad u srpnju 1941. Početkom listopada ubili su 30 starijih Židova. 15. listopada 1941. godine, zajedno s lokalnom policijom oni ubijaju od 850 do 1.300 Židova. Poznati Židovi rođeni u Mscislavu su pisac Simon Dubnov i političar Jakov Čubin.

## Stanovništvo
Godine 2016. u gradu je živjelo 10.376 stanovnika, te je deseti po veličini grad u Vitebskoj oblasti. Prema popisu stanovništva Ruskog Carstva 1897. godine, grad je imao 8.514 stanovnika od čega 5.072 Židova, 2.833 Bjelorusa, 475 Rusa i 108 Poljaka.

## Gradovi prijatelji
- Sillamäe, Estonija

## Vanjske poveznice
- Povijest mscislavskih Židova  Arhivirana inačica izvorne stranice od 23. lipnja 2015. (Wayback Machine)

- Fotografije na Radzima.org

### Ostali projekti
|  | Zajednički poslužitelj ima još gradiva o temi Mscislav |